# Netkous (Den Haag)

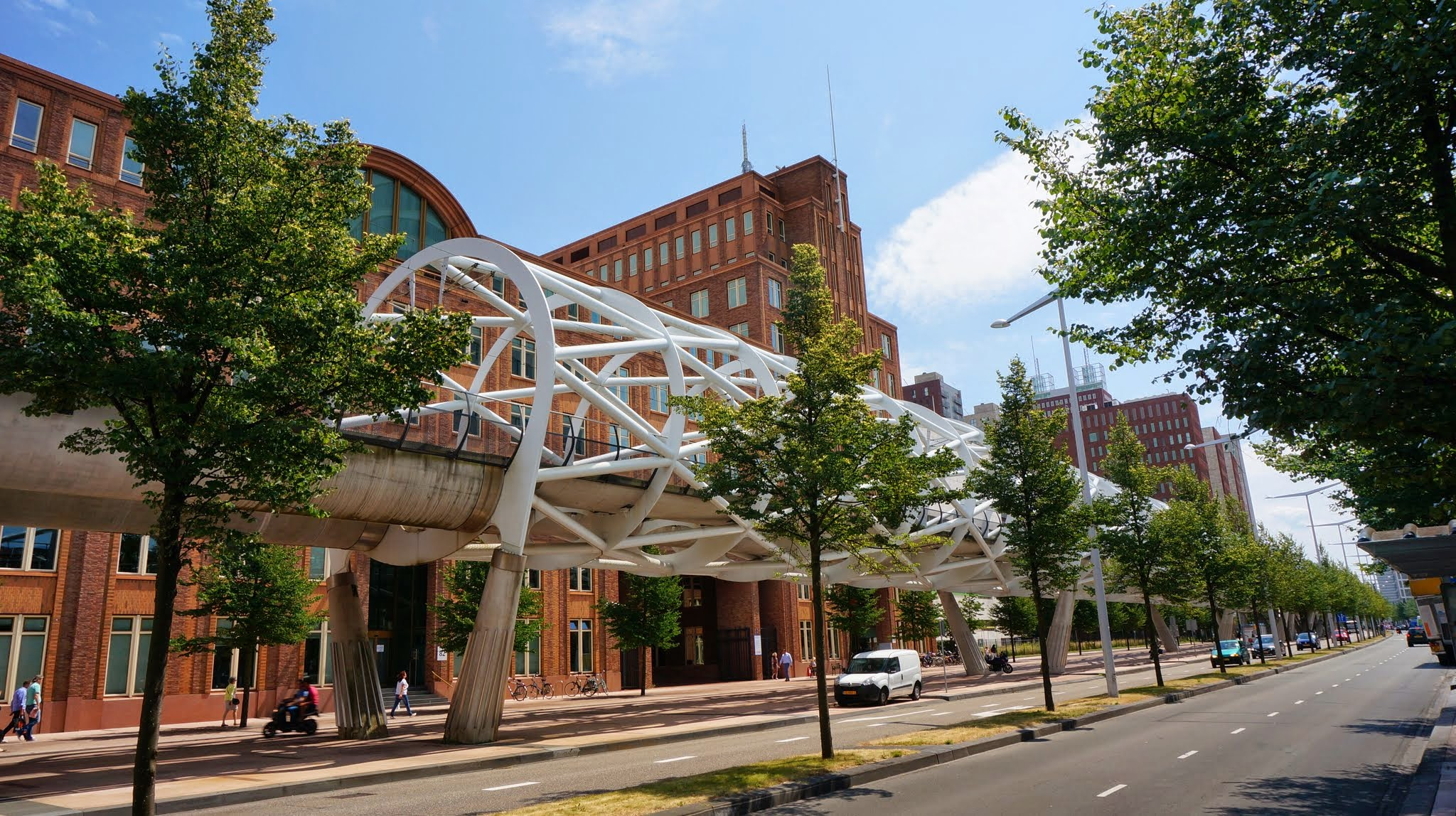
De Netkous ter hoogte van CentreCourt

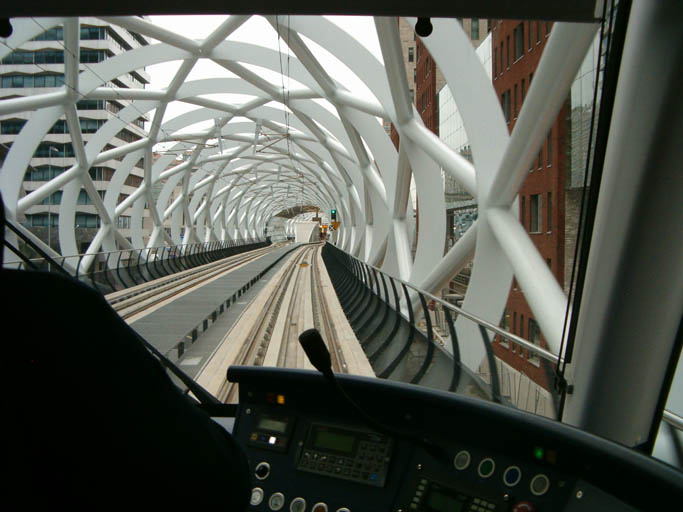
In de Netkous

De Netkous is de populaire benaming voor het tussen 2004 en 2006 gebouwde tramviaduct in de Haagse wijk Bezuidenhout. Het viaduct ligt door de Prinses Beatrixlaan en heeft een halte: Beatrixkwartier. Het viaduct wordt bereden door RandstadRail-voertuigen van de lijnen 3, 4 en 34.

## Aanleiding
Een belangrijk onderdeel van RandstadRail is de koppeling van het Haagse tramnet aan de Zoetermeer Stadslijn (voorheen deel van het NS-spoorwegnet). Om dit mogelijk te maken werd besloten een zijtak te bouwen van het Haagse semi-metro-traject ter hoogte van de hooggelegen halte Ternoot naar station Laan van NOI, waar het aansluit op de bestaande spoorlijn. Om de zakenwijk Beatrixkwartier beter te ontsluiten werd halverwege het viaduct een halte gebouwd.

## Ontwerp en bouw
Zowel het viaduct als de erin geïntegreerde halte zijn ontworpen door ZJA Zwarts & Jansma Architecten. Oorspronkelijk was het ontwerp twee buizen, één voor ieder spoor, maar dat ging toch niet door. Het viaduct is opgebouwd uit een open buisvormige constructie, waardoor het kunstwerk associaties oproept met de structuur van een netkous. Door deze sterke constructie zijn relatief grote overspanningen mogelijk en kan het aantal kolommen beperkt blijven.
Voor de bouw kon beginnen is eerst de halte Ternoot in noordelijke richting verplaatst, omdat er anders geen ruimte zou zijn voor de bocht CS-Beatrixlaan. De viaductsegmenten zijn ter plaatse gemonteerd, uit geprefabriceerde stalen ringen en buizen. Hiervoor werd bij het traject een tijdelijke montagehal gebouwd. In een speciale conserveringshal (opgebouwd uit zeecontainers) werden de viaductdelen voorzien van een beschermende coating.

## Vergelijkbare constructies
Een vergelijkbare netkousstructuur is in 2014 toegepast bij de spoorbrug over de Dieze en The Royal Welshbrug in 's-Hertogenbosch. Hetzelfde is gebeurd op het in 2016 geopende start/eindstation van de Rotterdamse metrolijn E tussen Slinge en Den Haag Centraal.

## Fotogalerij

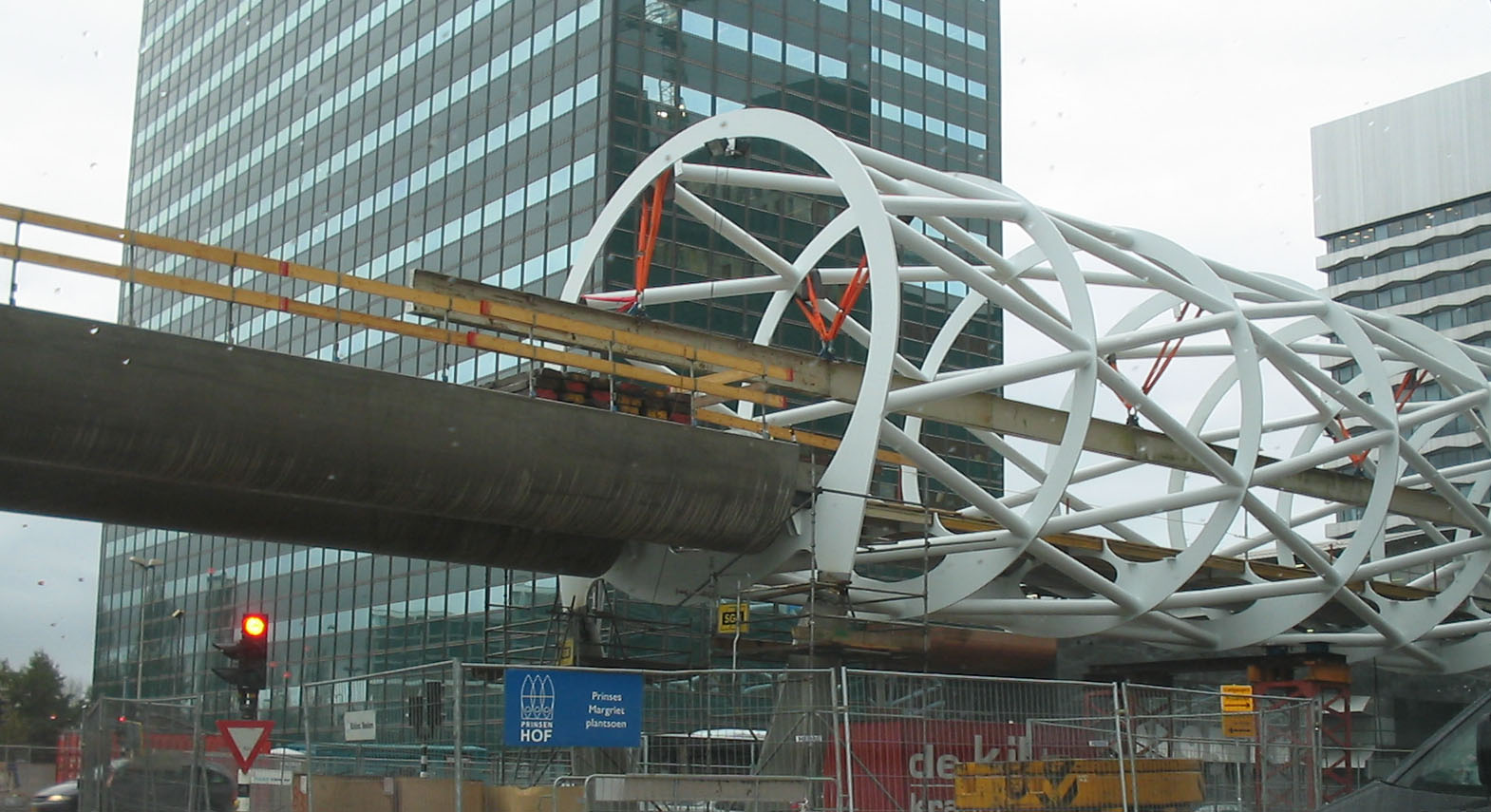
De Netkous in aanbouw in 2005.
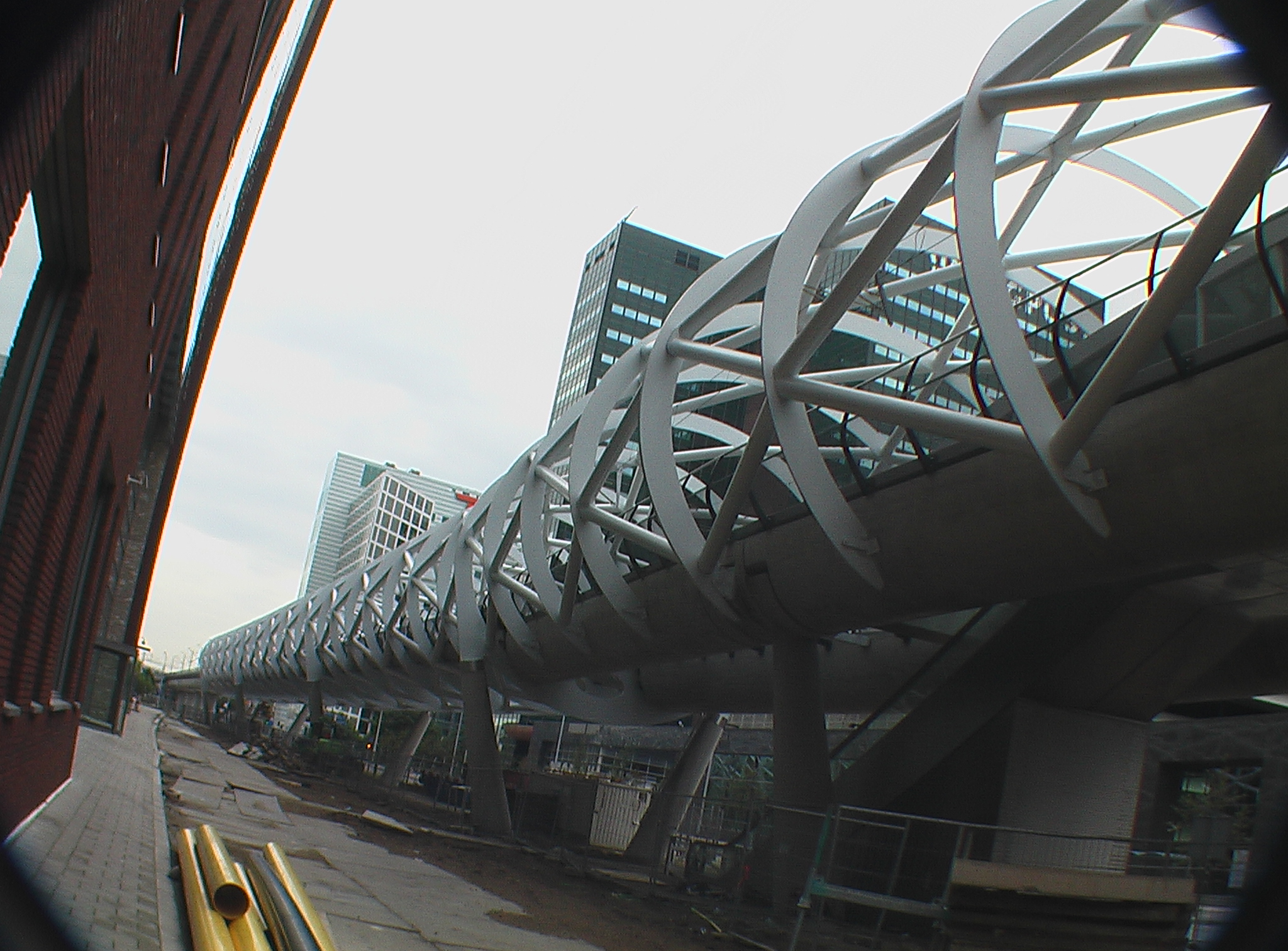
De Netkous in aanbouw in 2006.
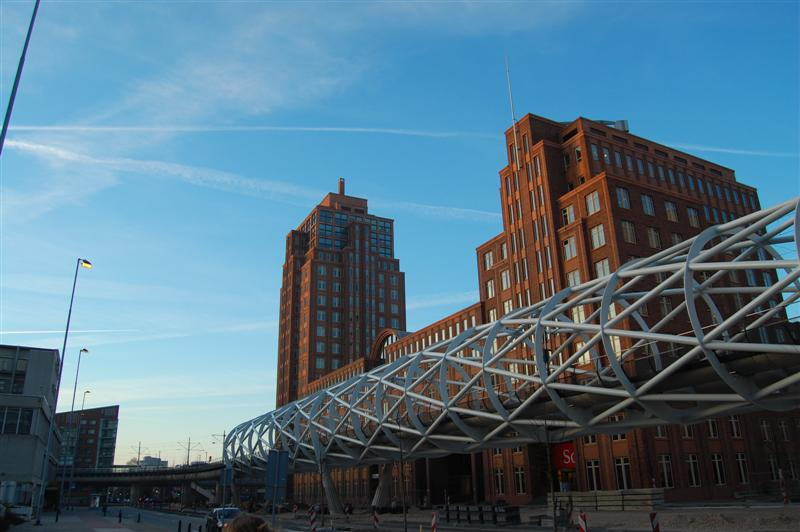
De Netkous in april 2007.
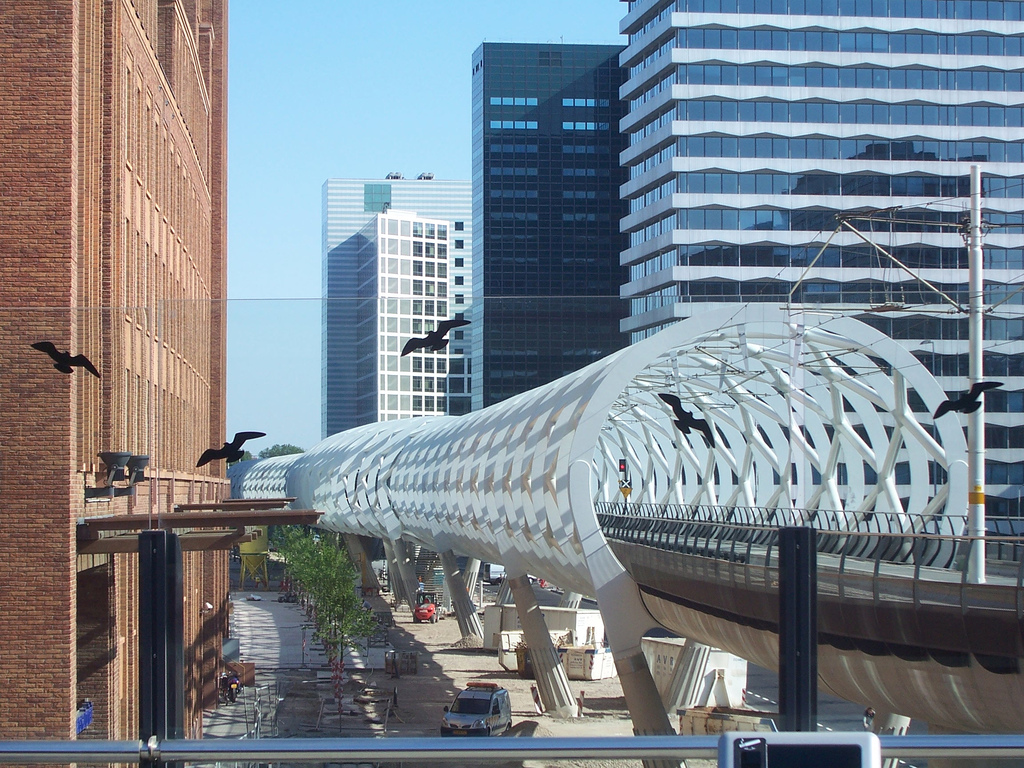
De Netkous in juni 2007.
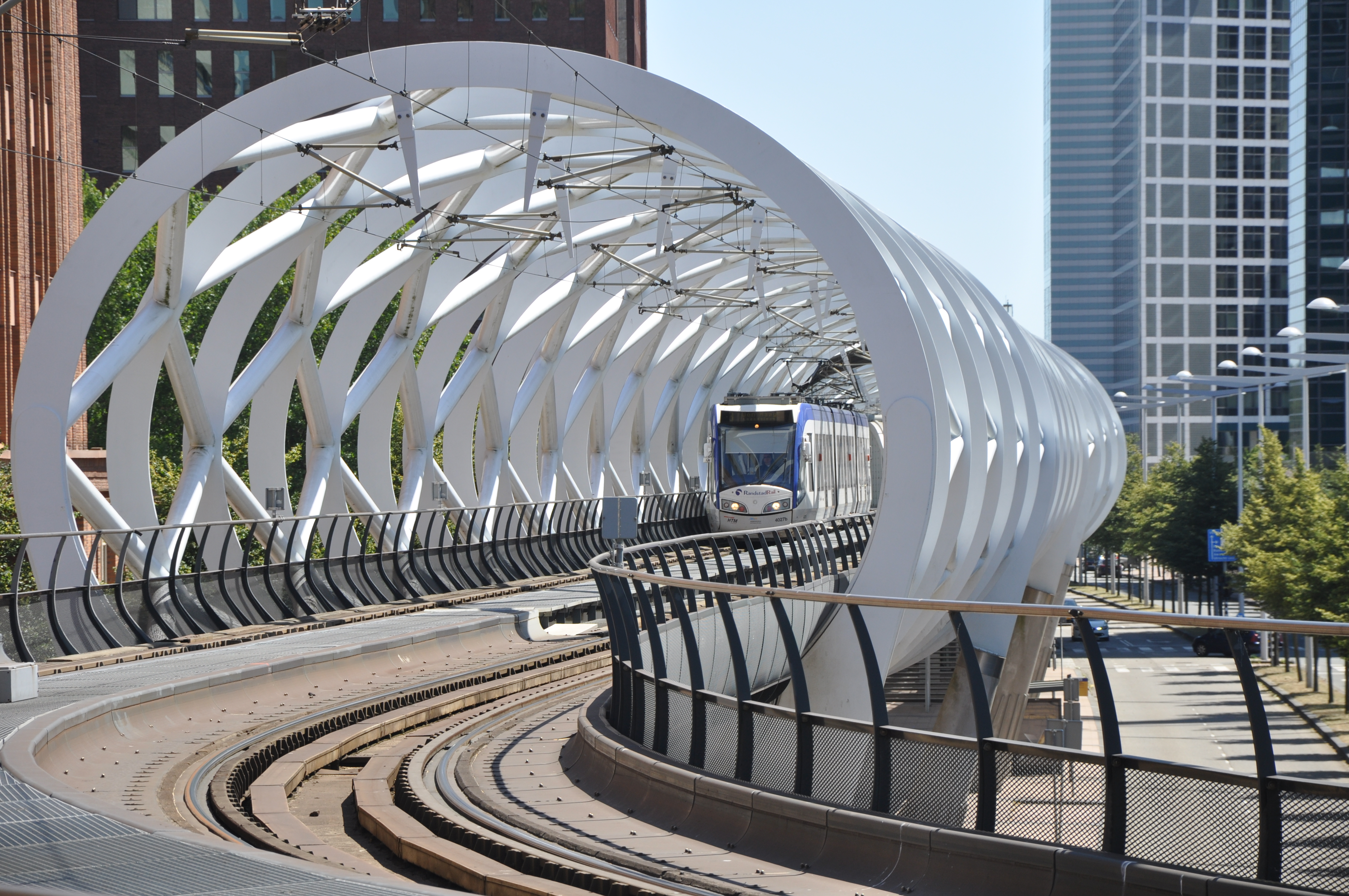
De Netkous in juli 2018.